# Oratorio della Purificazione
L'oratorio della Purificazione a Castelnuovo di Val di Cecina, in provincia di Pisa.
All'interno dell'oratorio, ubicato nel suggestivo borgo medievale e dotato di altari ricchi di stucchi, si trovava una tela raffigurante la "Presentazione di Gesù al Tempio", eseguita da Cosimo Daddi nel 1597, oggi conservata nell'oratorio di San Rocco.